# Jean Rhys
Pour les articles homonymes, voir Rhys.
Ella Gwendolen Rees Williams, dite Jean Rhys, CBE, née le 24 août 1890 à Roseau, en Dominique, aux Antilles, et morte le 14 mai 1979 à Exeter, dans le comté du Devon, est une écrivaine britannique.

## Biographie
Née en 1890 dans les Caraïbes, fille d'un médecin gallois et d'une créole blanche, elle grandit dans les dernières grandes années du colonialisme britannique. Durant son enfance, elle est entourée et influencée par la langue, les coutumes et les croyances religieuses de la communauté noire des Caraïbes, au sein de laquelle elle vit. Elle émigre en Europe à l'âge de 17 ans : elle rejoint dans un premier temps Londres où elle travaille en tant que danseuse dans une revue musicale, puis voyage en Autriche et en France avant de s'installer à Paris.
Son premier recueil de nouvelles, Rive gauche, date de 1927 et décrit la vie à Paris. Ford Madox Ford est convaincu de son talent et l'encourage à écrire. Il est l'auteur d’une préface à Rive gauche où il précise tout le bien qu’il pense de cette romancière « douée d'une terrifiante intuition, et d'une passion exagérée, presque maladive, pour tous les marginaux du monde ». Au moment de leur publication, entre 1927 et 1939, les premiers romans de Jean Rhys sont ressentis comme sordides et déprimants. Ils ne sont pas particulièrement appréciés.
Ces romans s'adressent à l'intime, à la part solitaire et profonde en chacun. Elle s’est mariée trois fois et deux de ses maris font de la prison. Elle publie ensuite quelques œuvres puis semble disparaître de la scène littéraire jusqu’en 1966.
Sa correspondance de 1931 à 1966, publiée après sa mort, la montre « comme les personnages de ses propres histoires : alitée, triste, buvant trop, vaincue par l'existence sans même le désir d'y mettre fin. » .
La lecture, dans sa jeunesse, de Jane Eyre de Charlotte Brontë lui inspire son livre majeur, La Prisonnière des Sargasses, publié en 1966 et récompensé par le Prix de la Royal Society of Literature et le Prix WH Smith 1967. 
L'écriture de Jean Rhys a souvent pour thème la vie de femmes coupées de leurs racines et abandonnées aux caprices de groupes sociaux qui ne leur sont pas familiers, visiblement en écho aux difficultés de sa propre existence. Son style est caractérisé comme un mélange spécifique de techniques narratives modernes et des sensibilités de son pays d'origine. Son travail a été soutenu notamment par le romancier et critique Ford Madox Ford.

## Œuvre

### Romans
- Quartet (1928), publié dans une première version en 1927 sous le titre Postures Publié en français sous le titre Quatuor, Paris, Denoël, coll. « Les Lettres nouvelles », 1973 ; réédition sous le titre Quartet, Paris, Denoël, 1981 ; réédition sous le titre Quatuor, Paris, Gallimard, coll. « Folio » no 1379, 1982
- After Leaving Mr Mackenzie (1931) Publié en français sous le titre Quai des Grands-Augustins, Paris, Denoël, 1979 ; réédition, Paris, coll. « Folio » no 1308, 1981
- Voyage in the Dark (1934) Publié en français sous le titre Voyage dans les ténèbres, Paris, Denoël, coll. « Les Lettres nouvelles », 1974 ; réédition, Paris, coll. « Folio » no 1071, 1978 ; réédition, Paris, coll. « L'Imaginaire » no 513, 2005
- Good Morning, Midnight (1939) Publié en français sous le titre Bonjour minuit, Paris, Denoël, coll. « Les Lettres nouvelles », 1969 ; réédition, Paris, Denoël, 1987
- Wide Sargasso Sea (1966) Publié en français sous le titre La Prisonnière des Sargasses, Paris, Denoël, coll. « Les Lettres nouvelles », 1971 ; réédition, Paris, Gallimard, coll. « Folio » no 944, 1977 ; réédition, Paris, Gallimard, coll. « L'Étrangère », 1995 ; réédition, Paris, coll. « L'Imaginaire » no 502, 2004

### Recueils de nouvelles
- Left Bank: And Other Stories (1927) Publié en français sous le titre Rive gauche, Paris, Mercure de France, 1981 ; réédition, Paris, coll. « L'Imaginaire » no 182, 1987
- The Whistling Bird (1960) Publié en français sous le titre L'Oiseau moqueur, et autres nouvelles, Paris, Denoël, 2008
- Tigers Are Better Looking (1968) Publié en français sous le titre Les tigres sont plus beaux à voir, Paris, Mercure de France, 1969 ; réédition, Paris, coll. « L'Imaginaire » no 118, 1983
- Penguin Modern Stories 1 (1969), recueil collectif avec Bernard Malamud, David Plante et William Sansom
- My Day (1975)
- Sleep it Off, Lady (1976) Publié en français sous le titre Il ne faut pas tirer les oiseaux au repos, Paris, Denoël, 1978 ; réédition, Paris, coll. « Folio » no 2597, 1994
- Tales of the Wide Caribbean (1985), anthologie posthume
- The Collected Short Stories (1987), anthologie posthume
- Let Them Call It Jazz: And Other Stories (1995), anthologie posthume Publié en français de façon partielle sous le titre À septembre, Petronella, suivi de Qu'ils appellent ça du jazz, Paris, Gallimard, coll. « Folio ». 2 euros no 4448, 2006

### Autobiographie
- Smile Please: An Unfinished Autobiography (1979) Publié en français sous le titre Souriez, s'il vous plaît, Paris, Denoël, 1980 ; réédition, Paris, coll. « L'Imaginaire » no 657, 2014

### Autre publication
- The Letters of Jean Rhys (1984), publication posthume Publié en français sous le titre Correspondance, 1931-1966, Paris, Denoël, 1987

## Adaptations

### Au cinéma
- 1981 : Quartet, film franco-britannique de James Ivory, d'après le roman éponyme, avec Maggie Smith, Alan Bates et Isabelle Adjani
- 1993 : Wide Sargasso Sea, film australien de John Duigan, d'après le roman éponyme, avec Karina Lombard, Nathaniel Parker et Rachel Ward

### À la télévision
- 2006 : Wild Sargasso Sea, téléfilm britannique de Brendan Maher, d'après le roman éponyme, avec Rafe Spall et Rebecca Hall